# Даниела Рангелова
Даниела Рангелова (на македонска литературна норма: Даниела Рангелова) е политик от Северна Македония.

## Биография
Родена е на 20 юли 1978 година в Титов Велес, тогава в Социалистическа федеративна република Югославия. Завършва политология в Скопския университет. В 2014 – 2016 година е депутат от ВМРО – Демократическа партия за македонско национално единство в Събранието на Република Македония. В 2016 година отново е избрана за депутат.